# وكيل جنون العظمة
وكيل جنون العظمة (باليابانية: 妄想代理人) مسلسل أنيمي ياباني من تأليف واخراج ساتوشي كون وانتاج ستديو مادهاوس عام 2004، تدور احداثه حول ظاهرة اجتماعية في موساشينو، طوكيو.

## القصة
تتمحور قصة الأنيمي حول فتى بالمرحلة الابتدائية ويلقب بـ«شونن بات» والذي يقوم بمهاجمة الناس من الخلف وضربهم بمضرب البيسبول الذهبي خاصته، وتكثر الحوادث وتبدأ المخاوف تنزرع في قلوب الناس من هذا الطفل، وحيث تنتشر بعض التساؤلات المهمة جدا بينهم «لماذا يقوم هذا الفتى بفعل ذلك؟ ومن هو؟» وبعد انتشار حالة الذعر بين الناس، يقوم ضابطي تحريات بالتحقيق بهذه القضية حتى يستطيعوا إيقاف هجمات هذا الطفل...

## الشخصيات
- تسوكيكو ساغي (باليابانية: 鷺 月子)

مؤدي الصوت: ماميكو نوتو
- شونن بات (باليابانية: 少年バット)

مؤدي الصوت: دايسكي ساكاغوتشي
- المحقق كيجي اكاري (باليابانية: 猪狩慶一)

مؤدي الصوت: شوزو إيزوكا
- المحقق ميتسوهيرو ماناوا (باليابانية: 馬庭 光弘)

مؤدي الصوت: توشيهيكو سيكي
- مارومي (باليابانية: マロミ)

مؤدي الصوت: هاروكو موموي

## الحلقات
| رقم الحلقة | عنوان الحلقة                                                   | تاريخ العرض الأصلي |
| ---------- | -------------------------------------------------------------- | ------------------ |
| 1          | «ادخل أيها المضرب الشاب» "Shōnen Batto sanjō" (少年バット参上) | 2 شباط 2004        |
| 2          | «الأحذية الذهبية» "Kin no kutsu" (金の靴)                      | 9 شباط 2004        |
| 3          | «زوج الشفاه» "Daburu Rippu" (ダブルリップ)                     | 16 شباط 2004       |
| 4          | «طريق الرجل» "Otokomichi" (男道)                               | 23 شباط 2004       |
| 5          | «المحارب المقدس» "Seisenshi" (聖戦士)                          | 8 آذار 2004        |
| 6          | «الخوف من الضربة المباشرة» "Chokugeki no fuan" (直撃の不安)    | 15 آذار 2004       |
| 7          | «MHz» "MHz" (MHz)                                              | 22 آذار 2004       |
| 8          | «التخطيط لعائلة سعيدة» "Akarui kazokukeikaku" (明るい家族計画) | 5 نيسان 2004       |
| 9          | «ETC» "ETC" (ETC)                                              | 12 نيسان 2004      |
| 10         | «مارومي الناعم» "Maromi Madoromi" (マロミまどろみ)             | 19 نيسان 2004      |
| 11         | «ممنوع الدخول» "Shinnyū kinshi" (進入禁止)                     | 26 نيسان 2004      |
| 12         | «الرجل الرادار» "Rēdā Man" (レーダーマン)                      | 10 أيار 2004       |
| 13         | «الحلقة الأخيرة.» "Saishūkai." (最終回.)                       | 17 أيار 2004       |

## روابط أضافية
- وكيل جنون العظمة على موقع IMDb (الإنجليزية)
- وكيل جنون العظمة على موقع ميتاكريتيك (الإنجليزية)
- وكيل جنون العظمة على موقع روتن توميتوز (الإنجليزية)
- وكيل جنون العظمة على موقع نتفليكس (الإنجليزية)
- وكيل جنون العظمة على موقع ليتربوكسد (الإنجليزية)
- وكيل جنون العظمة على موقع كينوبويسك (الروسية)
- وكيل جنون العظمة على موقع ألو سيني (الفرنسية)
- وكيل جنون العظمة على موقع قاعدة بيانات الفيلم (الإنجليزية)
- وكيل جنون العظمة على موقع ANN anime (الإنجليزية)
- 3169 في شبكة أخبار الأنمي